# 拉霍约萨
拉霍约萨，是西班牙阿拉贡自治区萨拉戈萨省的一个市镇。 总面积7平方公里，总人口430人（2001年），人口密度61人/平方公里。